# Israel Albert Horowitz
|  | No s'ha de confondre amb Bernhard Horwitz. |

Israel Albert Horowitz (sovint citat com a Al Horowitz o I. A. Horowitz) (Brooklyn, 15 de novembre de 1907 – 18 de gener de 1973), fou un jugador, escriptor, entrenador, i periodista d'escacs jueu estatunidenc, que ostentà el títol de Mestre Internacional des de 1950. Fou un jugador amb força clarament de Gran Mestre segons els estàndards actuals, tot i que mai va arribar a rebre el títol. És recordat actualment pels seus llibres sobre escacs, molts dels quals són encara recomanats pels estudiosos del joc.

## Biografia i resultats destacats en competició
Horowitz fou columnista d'escacs pel New York Times, on hi va escriure tres columnes a la setmana durant deu anys. Fou propietari i editor de la revista Chess Review des de 1933 fins que fou adquirida per la Federació d'Escacs dels Estats Units el 1969 i fusionada amb Chess Life. La revista Chess Review fou fundada el 1933 conjuntament per Horowitz i Isaac Kashdan. De tota manera, Kashdan se'n va desentendre tot just després de pocs números, i Horowitz en va quedar com a únic propietari. Abans d'això, Horowitz havia estat negociant d'assegurances a Wall Street, on hi havia tingut com a companys d'altres mestres d'escacs, com ara Maurice Shapiro, Mickey Pauley, Albert Pinkus i Maurice Wertheim. Horowitz ho va deixar i va dedicar-se principalment als escacs, mentre els altres romanien a Wall Street.
Horowitz fou un dels millors jugadors als Estats Units durant els 1930 i els 1940. Fou Campió de l'Obert dels Estats Units el 1936, 1938, i 1943. El 1941, va perdre un matx (+0 =13 −3) contra Samuel Reshevsky pel Campionat dels Estats Units. Els anys 1942 i 1943 es proclamà campió de l'Estat de Nova York.
Va participar, representant els Estats Units, en quatre Olimpíades d'escacs, els anys 1931, 1935, 1937, i 1950; les tres primeres d'aquestes foren guanyades per l'equip estatunidenc.
El 1945 va jugar al quart tauler en el matx per ràdio per equips entre els Estats Units i l'URSS, i Horowitz va aconseguir una de les dues úniques victòries per l'equip americà, tot vencent el Gran Mestre Salo Flohr. Va empatar el seu "mini-matx" de dues partides contra Flohr, i el 1946, a la següent edició del mateix esdeveniment, va empatar el seu mini-matx contra Issaak Boleslavski.

## Partides notables
|   | a | b | c | d | e | f | g | h |   |
| 8 | a8 negres torre · e8 negres rei · f8 negres alfil · b7 negres peó · f7 negres peó · c6 negres peó · e6 negres dama · f6 negres cavall · h6 negres peó · a5 negres peó · f5 blanques cavall · h5 blanques peó · a4 blanques peó · e4 negres peó · g4 negres torre · c3 blanques peó · e3 blanques alfil · f3 blanques dama · b2 blanques peó · d2 blanques torre · f2 blanques peó · g2 blanques peó · d1 blanques torre · g1 blanques rei | a8 negres torre · e8 negres rei · f8 negres alfil · b7 negres peó · f7 negres peó · c6 negres peó · e6 negres dama · f6 negres cavall · h6 negres peó · a5 negres peó · f5 blanques cavall · h5 blanques peó · a4 blanques peó · e4 negres peó · g4 negres torre · c3 blanques peó · e3 blanques alfil · f3 blanques dama · b2 blanques peó · d2 blanques torre · f2 blanques peó · g2 blanques peó · d1 blanques torre · g1 blanques rei | a8 negres torre · e8 negres rei · f8 negres alfil · b7 negres peó · f7 negres peó · c6 negres peó · e6 negres dama · f6 negres cavall · h6 negres peó · a5 negres peó · f5 blanques cavall · h5 blanques peó · a4 blanques peó · e4 negres peó · g4 negres torre · c3 blanques peó · e3 blanques alfil · f3 blanques dama · b2 blanques peó · d2 blanques torre · f2 blanques peó · g2 blanques peó · d1 blanques torre · g1 blanques rei | a8 negres torre · e8 negres rei · f8 negres alfil · b7 negres peó · f7 negres peó · c6 negres peó · e6 negres dama · f6 negres cavall · h6 negres peó · a5 negres peó · f5 blanques cavall · h5 blanques peó · a4 blanques peó · e4 negres peó · g4 negres torre · c3 blanques peó · e3 blanques alfil · f3 blanques dama · b2 blanques peó · d2 blanques torre · f2 blanques peó · g2 blanques peó · d1 blanques torre · g1 blanques rei | a8 negres torre · e8 negres rei · f8 negres alfil · b7 negres peó · f7 negres peó · c6 negres peó · e6 negres dama · f6 negres cavall · h6 negres peó · a5 negres peó · f5 blanques cavall · h5 blanques peó · a4 blanques peó · e4 negres peó · g4 negres torre · c3 blanques peó · e3 blanques alfil · f3 blanques dama · b2 blanques peó · d2 blanques torre · f2 blanques peó · g2 blanques peó · d1 blanques torre · g1 blanques rei | a8 negres torre · e8 negres rei · f8 negres alfil · b7 negres peó · f7 negres peó · c6 negres peó · e6 negres dama · f6 negres cavall · h6 negres peó · a5 negres peó · f5 blanques cavall · h5 blanques peó · a4 blanques peó · e4 negres peó · g4 negres torre · c3 blanques peó · e3 blanques alfil · f3 blanques dama · b2 blanques peó · d2 blanques torre · f2 blanques peó · g2 blanques peó · d1 blanques torre · g1 blanques rei | a8 negres torre · e8 negres rei · f8 negres alfil · b7 negres peó · f7 negres peó · c6 negres peó · e6 negres dama · f6 negres cavall · h6 negres peó · a5 negres peó · f5 blanques cavall · h5 blanques peó · a4 blanques peó · e4 negres peó · g4 negres torre · c3 blanques peó · e3 blanques alfil · f3 blanques dama · b2 blanques peó · d2 blanques torre · f2 blanques peó · g2 blanques peó · d1 blanques torre · g1 blanques rei | a8 negres torre · e8 negres rei · f8 negres alfil · b7 negres peó · f7 negres peó · c6 negres peó · e6 negres dama · f6 negres cavall · h6 negres peó · a5 negres peó · f5 blanques cavall · h5 blanques peó · a4 blanques peó · e4 negres peó · g4 negres torre · c3 blanques peó · e3 blanques alfil · f3 blanques dama · b2 blanques peó · d2 blanques torre · f2 blanques peó · g2 blanques peó · d1 blanques torre · g1 blanques rei | 8 |
| 7 | a8 negres torre · e8 negres rei · f8 negres alfil · b7 negres peó · f7 negres peó · c6 negres peó · e6 negres dama · f6 negres cavall · h6 negres peó · a5 negres peó · f5 blanques cavall · h5 blanques peó · a4 blanques peó · e4 negres peó · g4 negres torre · c3 blanques peó · e3 blanques alfil · f3 blanques dama · b2 blanques peó · d2 blanques torre · f2 blanques peó · g2 blanques peó · d1 blanques torre · g1 blanques rei | a8 negres torre · e8 negres rei · f8 negres alfil · b7 negres peó · f7 negres peó · c6 negres peó · e6 negres dama · f6 negres cavall · h6 negres peó · a5 negres peó · f5 blanques cavall · h5 blanques peó · a4 blanques peó · e4 negres peó · g4 negres torre · c3 blanques peó · e3 blanques alfil · f3 blanques dama · b2 blanques peó · d2 blanques torre · f2 blanques peó · g2 blanques peó · d1 blanques torre · g1 blanques rei | a8 negres torre · e8 negres rei · f8 negres alfil · b7 negres peó · f7 negres peó · c6 negres peó · e6 negres dama · f6 negres cavall · h6 negres peó · a5 negres peó · f5 blanques cavall · h5 blanques peó · a4 blanques peó · e4 negres peó · g4 negres torre · c3 blanques peó · e3 blanques alfil · f3 blanques dama · b2 blanques peó · d2 blanques torre · f2 blanques peó · g2 blanques peó · d1 blanques torre · g1 blanques rei | a8 negres torre · e8 negres rei · f8 negres alfil · b7 negres peó · f7 negres peó · c6 negres peó · e6 negres dama · f6 negres cavall · h6 negres peó · a5 negres peó · f5 blanques cavall · h5 blanques peó · a4 blanques peó · e4 negres peó · g4 negres torre · c3 blanques peó · e3 blanques alfil · f3 blanques dama · b2 blanques peó · d2 blanques torre · f2 blanques peó · g2 blanques peó · d1 blanques torre · g1 blanques rei | a8 negres torre · e8 negres rei · f8 negres alfil · b7 negres peó · f7 negres peó · c6 negres peó · e6 negres dama · f6 negres cavall · h6 negres peó · a5 negres peó · f5 blanques cavall · h5 blanques peó · a4 blanques peó · e4 negres peó · g4 negres torre · c3 blanques peó · e3 blanques alfil · f3 blanques dama · b2 blanques peó · d2 blanques torre · f2 blanques peó · g2 blanques peó · d1 blanques torre · g1 blanques rei | a8 negres torre · e8 negres rei · f8 negres alfil · b7 negres peó · f7 negres peó · c6 negres peó · e6 negres dama · f6 negres cavall · h6 negres peó · a5 negres peó · f5 blanques cavall · h5 blanques peó · a4 blanques peó · e4 negres peó · g4 negres torre · c3 blanques peó · e3 blanques alfil · f3 blanques dama · b2 blanques peó · d2 blanques torre · f2 blanques peó · g2 blanques peó · d1 blanques torre · g1 blanques rei | a8 negres torre · e8 negres rei · f8 negres alfil · b7 negres peó · f7 negres peó · c6 negres peó · e6 negres dama · f6 negres cavall · h6 negres peó · a5 negres peó · f5 blanques cavall · h5 blanques peó · a4 blanques peó · e4 negres peó · g4 negres torre · c3 blanques peó · e3 blanques alfil · f3 blanques dama · b2 blanques peó · d2 blanques torre · f2 blanques peó · g2 blanques peó · d1 blanques torre · g1 blanques rei | a8 negres torre · e8 negres rei · f8 negres alfil · b7 negres peó · f7 negres peó · c6 negres peó · e6 negres dama · f6 negres cavall · h6 negres peó · a5 negres peó · f5 blanques cavall · h5 blanques peó · a4 blanques peó · e4 negres peó · g4 negres torre · c3 blanques peó · e3 blanques alfil · f3 blanques dama · b2 blanques peó · d2 blanques torre · f2 blanques peó · g2 blanques peó · d1 blanques torre · g1 blanques rei | 7 |
| 6 | a8 negres torre · e8 negres rei · f8 negres alfil · b7 negres peó · f7 negres peó · c6 negres peó · e6 negres dama · f6 negres cavall · h6 negres peó · a5 negres peó · f5 blanques cavall · h5 blanques peó · a4 blanques peó · e4 negres peó · g4 negres torre · c3 blanques peó · e3 blanques alfil · f3 blanques dama · b2 blanques peó · d2 blanques torre · f2 blanques peó · g2 blanques peó · d1 blanques torre · g1 blanques rei | a8 negres torre · e8 negres rei · f8 negres alfil · b7 negres peó · f7 negres peó · c6 negres peó · e6 negres dama · f6 negres cavall · h6 negres peó · a5 negres peó · f5 blanques cavall · h5 blanques peó · a4 blanques peó · e4 negres peó · g4 negres torre · c3 blanques peó · e3 blanques alfil · f3 blanques dama · b2 blanques peó · d2 blanques torre · f2 blanques peó · g2 blanques peó · d1 blanques torre · g1 blanques rei | a8 negres torre · e8 negres rei · f8 negres alfil · b7 negres peó · f7 negres peó · c6 negres peó · e6 negres dama · f6 negres cavall · h6 negres peó · a5 negres peó · f5 blanques cavall · h5 blanques peó · a4 blanques peó · e4 negres peó · g4 negres torre · c3 blanques peó · e3 blanques alfil · f3 blanques dama · b2 blanques peó · d2 blanques torre · f2 blanques peó · g2 blanques peó · d1 blanques torre · g1 blanques rei | a8 negres torre · e8 negres rei · f8 negres alfil · b7 negres peó · f7 negres peó · c6 negres peó · e6 negres dama · f6 negres cavall · h6 negres peó · a5 negres peó · f5 blanques cavall · h5 blanques peó · a4 blanques peó · e4 negres peó · g4 negres torre · c3 blanques peó · e3 blanques alfil · f3 blanques dama · b2 blanques peó · d2 blanques torre · f2 blanques peó · g2 blanques peó · d1 blanques torre · g1 blanques rei | a8 negres torre · e8 negres rei · f8 negres alfil · b7 negres peó · f7 negres peó · c6 negres peó · e6 negres dama · f6 negres cavall · h6 negres peó · a5 negres peó · f5 blanques cavall · h5 blanques peó · a4 blanques peó · e4 negres peó · g4 negres torre · c3 blanques peó · e3 blanques alfil · f3 blanques dama · b2 blanques peó · d2 blanques torre · f2 blanques peó · g2 blanques peó · d1 blanques torre · g1 blanques rei | a8 negres torre · e8 negres rei · f8 negres alfil · b7 negres peó · f7 negres peó · c6 negres peó · e6 negres dama · f6 negres cavall · h6 negres peó · a5 negres peó · f5 blanques cavall · h5 blanques peó · a4 blanques peó · e4 negres peó · g4 negres torre · c3 blanques peó · e3 blanques alfil · f3 blanques dama · b2 blanques peó · d2 blanques torre · f2 blanques peó · g2 blanques peó · d1 blanques torre · g1 blanques rei | a8 negres torre · e8 negres rei · f8 negres alfil · b7 negres peó · f7 negres peó · c6 negres peó · e6 negres dama · f6 negres cavall · h6 negres peó · a5 negres peó · f5 blanques cavall · h5 blanques peó · a4 blanques peó · e4 negres peó · g4 negres torre · c3 blanques peó · e3 blanques alfil · f3 blanques dama · b2 blanques peó · d2 blanques torre · f2 blanques peó · g2 blanques peó · d1 blanques torre · g1 blanques rei | a8 negres torre · e8 negres rei · f8 negres alfil · b7 negres peó · f7 negres peó · c6 negres peó · e6 negres dama · f6 negres cavall · h6 negres peó · a5 negres peó · f5 blanques cavall · h5 blanques peó · a4 blanques peó · e4 negres peó · g4 negres torre · c3 blanques peó · e3 blanques alfil · f3 blanques dama · b2 blanques peó · d2 blanques torre · f2 blanques peó · g2 blanques peó · d1 blanques torre · g1 blanques rei | 6 |
| 5 | a8 negres torre · e8 negres rei · f8 negres alfil · b7 negres peó · f7 negres peó · c6 negres peó · e6 negres dama · f6 negres cavall · h6 negres peó · a5 negres peó · f5 blanques cavall · h5 blanques peó · a4 blanques peó · e4 negres peó · g4 negres torre · c3 blanques peó · e3 blanques alfil · f3 blanques dama · b2 blanques peó · d2 blanques torre · f2 blanques peó · g2 blanques peó · d1 blanques torre · g1 blanques rei | a8 negres torre · e8 negres rei · f8 negres alfil · b7 negres peó · f7 negres peó · c6 negres peó · e6 negres dama · f6 negres cavall · h6 negres peó · a5 negres peó · f5 blanques cavall · h5 blanques peó · a4 blanques peó · e4 negres peó · g4 negres torre · c3 blanques peó · e3 blanques alfil · f3 blanques dama · b2 blanques peó · d2 blanques torre · f2 blanques peó · g2 blanques peó · d1 blanques torre · g1 blanques rei | a8 negres torre · e8 negres rei · f8 negres alfil · b7 negres peó · f7 negres peó · c6 negres peó · e6 negres dama · f6 negres cavall · h6 negres peó · a5 negres peó · f5 blanques cavall · h5 blanques peó · a4 blanques peó · e4 negres peó · g4 negres torre · c3 blanques peó · e3 blanques alfil · f3 blanques dama · b2 blanques peó · d2 blanques torre · f2 blanques peó · g2 blanques peó · d1 blanques torre · g1 blanques rei | a8 negres torre · e8 negres rei · f8 negres alfil · b7 negres peó · f7 negres peó · c6 negres peó · e6 negres dama · f6 negres cavall · h6 negres peó · a5 negres peó · f5 blanques cavall · h5 blanques peó · a4 blanques peó · e4 negres peó · g4 negres torre · c3 blanques peó · e3 blanques alfil · f3 blanques dama · b2 blanques peó · d2 blanques torre · f2 blanques peó · g2 blanques peó · d1 blanques torre · g1 blanques rei | a8 negres torre · e8 negres rei · f8 negres alfil · b7 negres peó · f7 negres peó · c6 negres peó · e6 negres dama · f6 negres cavall · h6 negres peó · a5 negres peó · f5 blanques cavall · h5 blanques peó · a4 blanques peó · e4 negres peó · g4 negres torre · c3 blanques peó · e3 blanques alfil · f3 blanques dama · b2 blanques peó · d2 blanques torre · f2 blanques peó · g2 blanques peó · d1 blanques torre · g1 blanques rei | a8 negres torre · e8 negres rei · f8 negres alfil · b7 negres peó · f7 negres peó · c6 negres peó · e6 negres dama · f6 negres cavall · h6 negres peó · a5 negres peó · f5 blanques cavall · h5 blanques peó · a4 blanques peó · e4 negres peó · g4 negres torre · c3 blanques peó · e3 blanques alfil · f3 blanques dama · b2 blanques peó · d2 blanques torre · f2 blanques peó · g2 blanques peó · d1 blanques torre · g1 blanques rei | a8 negres torre · e8 negres rei · f8 negres alfil · b7 negres peó · f7 negres peó · c6 negres peó · e6 negres dama · f6 negres cavall · h6 negres peó · a5 negres peó · f5 blanques cavall · h5 blanques peó · a4 blanques peó · e4 negres peó · g4 negres torre · c3 blanques peó · e3 blanques alfil · f3 blanques dama · b2 blanques peó · d2 blanques torre · f2 blanques peó · g2 blanques peó · d1 blanques torre · g1 blanques rei | a8 negres torre · e8 negres rei · f8 negres alfil · b7 negres peó · f7 negres peó · c6 negres peó · e6 negres dama · f6 negres cavall · h6 negres peó · a5 negres peó · f5 blanques cavall · h5 blanques peó · a4 blanques peó · e4 negres peó · g4 negres torre · c3 blanques peó · e3 blanques alfil · f3 blanques dama · b2 blanques peó · d2 blanques torre · f2 blanques peó · g2 blanques peó · d1 blanques torre · g1 blanques rei | 5 |
| 4 | a8 negres torre · e8 negres rei · f8 negres alfil · b7 negres peó · f7 negres peó · c6 negres peó · e6 negres dama · f6 negres cavall · h6 negres peó · a5 negres peó · f5 blanques cavall · h5 blanques peó · a4 blanques peó · e4 negres peó · g4 negres torre · c3 blanques peó · e3 blanques alfil · f3 blanques dama · b2 blanques peó · d2 blanques torre · f2 blanques peó · g2 blanques peó · d1 blanques torre · g1 blanques rei | a8 negres torre · e8 negres rei · f8 negres alfil · b7 negres peó · f7 negres peó · c6 negres peó · e6 negres dama · f6 negres cavall · h6 negres peó · a5 negres peó · f5 blanques cavall · h5 blanques peó · a4 blanques peó · e4 negres peó · g4 negres torre · c3 blanques peó · e3 blanques alfil · f3 blanques dama · b2 blanques peó · d2 blanques torre · f2 blanques peó · g2 blanques peó · d1 blanques torre · g1 blanques rei | a8 negres torre · e8 negres rei · f8 negres alfil · b7 negres peó · f7 negres peó · c6 negres peó · e6 negres dama · f6 negres cavall · h6 negres peó · a5 negres peó · f5 blanques cavall · h5 blanques peó · a4 blanques peó · e4 negres peó · g4 negres torre · c3 blanques peó · e3 blanques alfil · f3 blanques dama · b2 blanques peó · d2 blanques torre · f2 blanques peó · g2 blanques peó · d1 blanques torre · g1 blanques rei | a8 negres torre · e8 negres rei · f8 negres alfil · b7 negres peó · f7 negres peó · c6 negres peó · e6 negres dama · f6 negres cavall · h6 negres peó · a5 negres peó · f5 blanques cavall · h5 blanques peó · a4 blanques peó · e4 negres peó · g4 negres torre · c3 blanques peó · e3 blanques alfil · f3 blanques dama · b2 blanques peó · d2 blanques torre · f2 blanques peó · g2 blanques peó · d1 blanques torre · g1 blanques rei | a8 negres torre · e8 negres rei · f8 negres alfil · b7 negres peó · f7 negres peó · c6 negres peó · e6 negres dama · f6 negres cavall · h6 negres peó · a5 negres peó · f5 blanques cavall · h5 blanques peó · a4 blanques peó · e4 negres peó · g4 negres torre · c3 blanques peó · e3 blanques alfil · f3 blanques dama · b2 blanques peó · d2 blanques torre · f2 blanques peó · g2 blanques peó · d1 blanques torre · g1 blanques rei | a8 negres torre · e8 negres rei · f8 negres alfil · b7 negres peó · f7 negres peó · c6 negres peó · e6 negres dama · f6 negres cavall · h6 negres peó · a5 negres peó · f5 blanques cavall · h5 blanques peó · a4 blanques peó · e4 negres peó · g4 negres torre · c3 blanques peó · e3 blanques alfil · f3 blanques dama · b2 blanques peó · d2 blanques torre · f2 blanques peó · g2 blanques peó · d1 blanques torre · g1 blanques rei | a8 negres torre · e8 negres rei · f8 negres alfil · b7 negres peó · f7 negres peó · c6 negres peó · e6 negres dama · f6 negres cavall · h6 negres peó · a5 negres peó · f5 blanques cavall · h5 blanques peó · a4 blanques peó · e4 negres peó · g4 negres torre · c3 blanques peó · e3 blanques alfil · f3 blanques dama · b2 blanques peó · d2 blanques torre · f2 blanques peó · g2 blanques peó · d1 blanques torre · g1 blanques rei | a8 negres torre · e8 negres rei · f8 negres alfil · b7 negres peó · f7 negres peó · c6 negres peó · e6 negres dama · f6 negres cavall · h6 negres peó · a5 negres peó · f5 blanques cavall · h5 blanques peó · a4 blanques peó · e4 negres peó · g4 negres torre · c3 blanques peó · e3 blanques alfil · f3 blanques dama · b2 blanques peó · d2 blanques torre · f2 blanques peó · g2 blanques peó · d1 blanques torre · g1 blanques rei | 4 |
| 3 | a8 negres torre · e8 negres rei · f8 negres alfil · b7 negres peó · f7 negres peó · c6 negres peó · e6 negres dama · f6 negres cavall · h6 negres peó · a5 negres peó · f5 blanques cavall · h5 blanques peó · a4 blanques peó · e4 negres peó · g4 negres torre · c3 blanques peó · e3 blanques alfil · f3 blanques dama · b2 blanques peó · d2 blanques torre · f2 blanques peó · g2 blanques peó · d1 blanques torre · g1 blanques rei | a8 negres torre · e8 negres rei · f8 negres alfil · b7 negres peó · f7 negres peó · c6 negres peó · e6 negres dama · f6 negres cavall · h6 negres peó · a5 negres peó · f5 blanques cavall · h5 blanques peó · a4 blanques peó · e4 negres peó · g4 negres torre · c3 blanques peó · e3 blanques alfil · f3 blanques dama · b2 blanques peó · d2 blanques torre · f2 blanques peó · g2 blanques peó · d1 blanques torre · g1 blanques rei | a8 negres torre · e8 negres rei · f8 negres alfil · b7 negres peó · f7 negres peó · c6 negres peó · e6 negres dama · f6 negres cavall · h6 negres peó · a5 negres peó · f5 blanques cavall · h5 blanques peó · a4 blanques peó · e4 negres peó · g4 negres torre · c3 blanques peó · e3 blanques alfil · f3 blanques dama · b2 blanques peó · d2 blanques torre · f2 blanques peó · g2 blanques peó · d1 blanques torre · g1 blanques rei | a8 negres torre · e8 negres rei · f8 negres alfil · b7 negres peó · f7 negres peó · c6 negres peó · e6 negres dama · f6 negres cavall · h6 negres peó · a5 negres peó · f5 blanques cavall · h5 blanques peó · a4 blanques peó · e4 negres peó · g4 negres torre · c3 blanques peó · e3 blanques alfil · f3 blanques dama · b2 blanques peó · d2 blanques torre · f2 blanques peó · g2 blanques peó · d1 blanques torre · g1 blanques rei | a8 negres torre · e8 negres rei · f8 negres alfil · b7 negres peó · f7 negres peó · c6 negres peó · e6 negres dama · f6 negres cavall · h6 negres peó · a5 negres peó · f5 blanques cavall · h5 blanques peó · a4 blanques peó · e4 negres peó · g4 negres torre · c3 blanques peó · e3 blanques alfil · f3 blanques dama · b2 blanques peó · d2 blanques torre · f2 blanques peó · g2 blanques peó · d1 blanques torre · g1 blanques rei | a8 negres torre · e8 negres rei · f8 negres alfil · b7 negres peó · f7 negres peó · c6 negres peó · e6 negres dama · f6 negres cavall · h6 negres peó · a5 negres peó · f5 blanques cavall · h5 blanques peó · a4 blanques peó · e4 negres peó · g4 negres torre · c3 blanques peó · e3 blanques alfil · f3 blanques dama · b2 blanques peó · d2 blanques torre · f2 blanques peó · g2 blanques peó · d1 blanques torre · g1 blanques rei | a8 negres torre · e8 negres rei · f8 negres alfil · b7 negres peó · f7 negres peó · c6 negres peó · e6 negres dama · f6 negres cavall · h6 negres peó · a5 negres peó · f5 blanques cavall · h5 blanques peó · a4 blanques peó · e4 negres peó · g4 negres torre · c3 blanques peó · e3 blanques alfil · f3 blanques dama · b2 blanques peó · d2 blanques torre · f2 blanques peó · g2 blanques peó · d1 blanques torre · g1 blanques rei | a8 negres torre · e8 negres rei · f8 negres alfil · b7 negres peó · f7 negres peó · c6 negres peó · e6 negres dama · f6 negres cavall · h6 negres peó · a5 negres peó · f5 blanques cavall · h5 blanques peó · a4 blanques peó · e4 negres peó · g4 negres torre · c3 blanques peó · e3 blanques alfil · f3 blanques dama · b2 blanques peó · d2 blanques torre · f2 blanques peó · g2 blanques peó · d1 blanques torre · g1 blanques rei | 3 |
| 2 | a8 negres torre · e8 negres rei · f8 negres alfil · b7 negres peó · f7 negres peó · c6 negres peó · e6 negres dama · f6 negres cavall · h6 negres peó · a5 negres peó · f5 blanques cavall · h5 blanques peó · a4 blanques peó · e4 negres peó · g4 negres torre · c3 blanques peó · e3 blanques alfil · f3 blanques dama · b2 blanques peó · d2 blanques torre · f2 blanques peó · g2 blanques peó · d1 blanques torre · g1 blanques rei | a8 negres torre · e8 negres rei · f8 negres alfil · b7 negres peó · f7 negres peó · c6 negres peó · e6 negres dama · f6 negres cavall · h6 negres peó · a5 negres peó · f5 blanques cavall · h5 blanques peó · a4 blanques peó · e4 negres peó · g4 negres torre · c3 blanques peó · e3 blanques alfil · f3 blanques dama · b2 blanques peó · d2 blanques torre · f2 blanques peó · g2 blanques peó · d1 blanques torre · g1 blanques rei | a8 negres torre · e8 negres rei · f8 negres alfil · b7 negres peó · f7 negres peó · c6 negres peó · e6 negres dama · f6 negres cavall · h6 negres peó · a5 negres peó · f5 blanques cavall · h5 blanques peó · a4 blanques peó · e4 negres peó · g4 negres torre · c3 blanques peó · e3 blanques alfil · f3 blanques dama · b2 blanques peó · d2 blanques torre · f2 blanques peó · g2 blanques peó · d1 blanques torre · g1 blanques rei | a8 negres torre · e8 negres rei · f8 negres alfil · b7 negres peó · f7 negres peó · c6 negres peó · e6 negres dama · f6 negres cavall · h6 negres peó · a5 negres peó · f5 blanques cavall · h5 blanques peó · a4 blanques peó · e4 negres peó · g4 negres torre · c3 blanques peó · e3 blanques alfil · f3 blanques dama · b2 blanques peó · d2 blanques torre · f2 blanques peó · g2 blanques peó · d1 blanques torre · g1 blanques rei | a8 negres torre · e8 negres rei · f8 negres alfil · b7 negres peó · f7 negres peó · c6 negres peó · e6 negres dama · f6 negres cavall · h6 negres peó · a5 negres peó · f5 blanques cavall · h5 blanques peó · a4 blanques peó · e4 negres peó · g4 negres torre · c3 blanques peó · e3 blanques alfil · f3 blanques dama · b2 blanques peó · d2 blanques torre · f2 blanques peó · g2 blanques peó · d1 blanques torre · g1 blanques rei | a8 negres torre · e8 negres rei · f8 negres alfil · b7 negres peó · f7 negres peó · c6 negres peó · e6 negres dama · f6 negres cavall · h6 negres peó · a5 negres peó · f5 blanques cavall · h5 blanques peó · a4 blanques peó · e4 negres peó · g4 negres torre · c3 blanques peó · e3 blanques alfil · f3 blanques dama · b2 blanques peó · d2 blanques torre · f2 blanques peó · g2 blanques peó · d1 blanques torre · g1 blanques rei | a8 negres torre · e8 negres rei · f8 negres alfil · b7 negres peó · f7 negres peó · c6 negres peó · e6 negres dama · f6 negres cavall · h6 negres peó · a5 negres peó · f5 blanques cavall · h5 blanques peó · a4 blanques peó · e4 negres peó · g4 negres torre · c3 blanques peó · e3 blanques alfil · f3 blanques dama · b2 blanques peó · d2 blanques torre · f2 blanques peó · g2 blanques peó · d1 blanques torre · g1 blanques rei | a8 negres torre · e8 negres rei · f8 negres alfil · b7 negres peó · f7 negres peó · c6 negres peó · e6 negres dama · f6 negres cavall · h6 negres peó · a5 negres peó · f5 blanques cavall · h5 blanques peó · a4 blanques peó · e4 negres peó · g4 negres torre · c3 blanques peó · e3 blanques alfil · f3 blanques dama · b2 blanques peó · d2 blanques torre · f2 blanques peó · g2 blanques peó · d1 blanques torre · g1 blanques rei | 2 |
| 1 | a8 negres torre · e8 negres rei · f8 negres alfil · b7 negres peó · f7 negres peó · c6 negres peó · e6 negres dama · f6 negres cavall · h6 negres peó · a5 negres peó · f5 blanques cavall · h5 blanques peó · a4 blanques peó · e4 negres peó · g4 negres torre · c3 blanques peó · e3 blanques alfil · f3 blanques dama · b2 blanques peó · d2 blanques torre · f2 blanques peó · g2 blanques peó · d1 blanques torre · g1 blanques rei | a8 negres torre · e8 negres rei · f8 negres alfil · b7 negres peó · f7 negres peó · c6 negres peó · e6 negres dama · f6 negres cavall · h6 negres peó · a5 negres peó · f5 blanques cavall · h5 blanques peó · a4 blanques peó · e4 negres peó · g4 negres torre · c3 blanques peó · e3 blanques alfil · f3 blanques dama · b2 blanques peó · d2 blanques torre · f2 blanques peó · g2 blanques peó · d1 blanques torre · g1 blanques rei | a8 negres torre · e8 negres rei · f8 negres alfil · b7 negres peó · f7 negres peó · c6 negres peó · e6 negres dama · f6 negres cavall · h6 negres peó · a5 negres peó · f5 blanques cavall · h5 blanques peó · a4 blanques peó · e4 negres peó · g4 negres torre · c3 blanques peó · e3 blanques alfil · f3 blanques dama · b2 blanques peó · d2 blanques torre · f2 blanques peó · g2 blanques peó · d1 blanques torre · g1 blanques rei | a8 negres torre · e8 negres rei · f8 negres alfil · b7 negres peó · f7 negres peó · c6 negres peó · e6 negres dama · f6 negres cavall · h6 negres peó · a5 negres peó · f5 blanques cavall · h5 blanques peó · a4 blanques peó · e4 negres peó · g4 negres torre · c3 blanques peó · e3 blanques alfil · f3 blanques dama · b2 blanques peó · d2 blanques torre · f2 blanques peó · g2 blanques peó · d1 blanques torre · g1 blanques rei | a8 negres torre · e8 negres rei · f8 negres alfil · b7 negres peó · f7 negres peó · c6 negres peó · e6 negres dama · f6 negres cavall · h6 negres peó · a5 negres peó · f5 blanques cavall · h5 blanques peó · a4 blanques peó · e4 negres peó · g4 negres torre · c3 blanques peó · e3 blanques alfil · f3 blanques dama · b2 blanques peó · d2 blanques torre · f2 blanques peó · g2 blanques peó · d1 blanques torre · g1 blanques rei | a8 negres torre · e8 negres rei · f8 negres alfil · b7 negres peó · f7 negres peó · c6 negres peó · e6 negres dama · f6 negres cavall · h6 negres peó · a5 negres peó · f5 blanques cavall · h5 blanques peó · a4 blanques peó · e4 negres peó · g4 negres torre · c3 blanques peó · e3 blanques alfil · f3 blanques dama · b2 blanques peó · d2 blanques torre · f2 blanques peó · g2 blanques peó · d1 blanques torre · g1 blanques rei | a8 negres torre · e8 negres rei · f8 negres alfil · b7 negres peó · f7 negres peó · c6 negres peó · e6 negres dama · f6 negres cavall · h6 negres peó · a5 negres peó · f5 blanques cavall · h5 blanques peó · a4 blanques peó · e4 negres peó · g4 negres torre · c3 blanques peó · e3 blanques alfil · f3 blanques dama · b2 blanques peó · d2 blanques torre · f2 blanques peó · g2 blanques peó · d1 blanques torre · g1 blanques rei | a8 negres torre · e8 negres rei · f8 negres alfil · b7 negres peó · f7 negres peó · c6 negres peó · e6 negres dama · f6 negres cavall · h6 negres peó · a5 negres peó · f5 blanques cavall · h5 blanques peó · a4 blanques peó · e4 negres peó · g4 negres torre · c3 blanques peó · e3 blanques alfil · f3 blanques dama · b2 blanques peó · d2 blanques torre · f2 blanques peó · g2 blanques peó · d1 blanques torre · g1 blanques rei | 1 |
|   | a | b | c | d | e | f | g | h |   |

Horowitz contra Flohr, Ràdio-matx USA vs. URSS, 1945
1.e4 c6 2.d4 d5 3.Cc3 dxe4 4.Cxe4 Cf6 5.Cxf6+ gxf6 6.Ce2 Af5 7.Cg3 Ag6 8.h4 h6 9.h5 Ah7 10.c3 Db6 11.Ac4 Cd7 12.a4 a5 13.Df3 e6 14.O-O Ac2 15.Af4 Ab3 16.Ad3 e5 17.Ae3 Ad5 18.Ae4 Db3 19.dxe5 fxe5 20.Tad1 Axe4 21.Dxe4 De6 22.Td2 Cf6 23.Df3 Tg8 24.Tfd1 Tg4 25.Cf5 e4 (vegeu el diagrama a la dreta) les negres semblen estar guanyant material, ja que la dama blanca està atacada i no té cap jugada que continuï defensant el cavall de f5. 26.Ab6! Un moviment poderós, deijant les negres sense cap manera efectiva d'aturar el mat amenaçat a d8, per ex. 26...Cd5 27.Dxg4; 26...Ae7 27.Dxg4! Cxg4 28.Cg7+ Rf8 29.Cxe6+; o 26...Dc8 27.Cd6+ Axd6 28.Dxf6 Ae7 29.Dh8+ Af8 30.Td8+ Dxd8 31.Txd8+ Txd8 32.Axd8 Rxd8 33.Dxf8+. Txg2+ 27.Dxg2 Dxf5 28.Td8+ Txd8 29.Txd8+ Re7 30.Dg3 Cd7 31.Ac7 Dd5 32.c4 Dg5 33.Dxg5+ hxg5 34.Ta8 Re6 35.Axa5 f5 36.Ac3 f4 37.a5 g4 38.b4 f3 39.Ad2 Rf7 40.Ta7 g3 41.Txb7 1-0

## La defensa Horowitz
Al seu llibre Modern Ideas In The Chess Openings, Horowitz proposà una defensa contra el gambit danès (1.e4 e5 2.d4 exd4 3.c3 dxc3 4.Ac4 cxb2 5.Axb2). En lloc de jugar la usual 5...d5 amb negres, Horowitz suggerí de mantenir ambdós peons tot fent 5...c6. A això seguirien els moviments d6, Cd7, Cc5, i Ae6. Tot i que aquesta defensa no es juga habitualment, no ha estat refutada. I.A. Horowitz va ser reconegut com a l'inventor d'aquesta defensa, que ha estat anomenada defensa Horowitz pel Gran Mestre Nigel Davies al DVD d'obertures titulat Dashing Danish.

## Obres
Llibres escrits per Horowitz:
- All About Chess, Collier Books, 1971[8]
- Chess for Beginners, Fireside Books, 1950, ISBN 0-671-21184-6
- Chess: Games to Remember, David McKay, 1972. OCLC 309191.
- Chess Openings: Theory and Practice, Fireside Books, 1964 ISBN 0-671-13390-X (coberta dura) and ISBN 0-671-20553-6 (coberta tova)
- Chess Opening Traps, Coles Publishing Company Limited, 1979
- Chess Self-Teacher, Harper & Row, 1961, ISBN 9780060922955
- Chess Traps, Pitfalls, and Swindles (amb Reinfeld), Simon and Schuster, 1954. OCLC 2731999.
- The Complete Book of Chess (amb P. L. Rothenberg) Collier-McMillan, 1969. OCLC 59804206.
- First Book of Chess (amb Fred Reinfeld), Harper & Row, New York, 1952. ISBN 9780389002253.
- The Golden Treasury of Chess, ISBN 0-88365-065-7
- How to Think Ahead in Chess (amb Reinfeld), Simon and Schuster, 1951. ISBN 9780671211387.
- How to Win At Chess (Una obra completa amb 891 diagrames)
- How to Win in the Chess Openings, ISBN 0-671-62426-1
- Learn Chess Quickly, Doubleday, 1973. OCLC 9653926.
- The Macmillan Handbook of Chess (amb Reinfeld), Macmillan, 1956. OCLC 1237807.
- The World Chess Championship; a History, Macmillan, 1973. OCLC 604994.